# Asura solita
Asura solita är en fjärilsart som beskrevs av Walker 1854. Asura solita ingår i släktet Asura och familjen björnspinnare. Inga underarter finns listade i Catalogue of Life.